# CZ 805 BREN
CZ 805 BREN je první generací české útočné pušky měnitelné ráže, vyvinuté firmou Česká zbrojovka Uherský Brod. Zbraň byla oficiálně představena v roce 2011. Zkušenosti z bojového nasazení vedly k vývoji druhé generace, představené v roce 2015 pod názvem CZ BREN 2.

## Technické parametry
Zbraň je konstruována jako modulární systém, který umožňuje výměnou hlavně, závorníku, plynové trubice a šachty zásobníku, změnit ráži pušky. V základní verzi využívá náboje 5,56 × 45 mm NATO (jednotný systém kotvení vyměnitelných hlavní umožňuje změnu ráže na 7,62 × 39 mm, ale i na 6,8 mm Remington SPC). Zbraň dokáže také výměnou zásobníkové šachty využít zásobníky z jiných útočných pušek, např. M16, M4, AR-15 či HK 416. Na ústí hlavně je závit, uzpůsobený pro upevnění tlumiče hluku a plamene. Zbraň má oboustranné ovládací prvky a tři základní režimy střelby: po jedné ráně, po dvou a střelbu neomezenou dávkou. Po celém hřbetu, na bocích a zespodu zbraně je lišta Picatinny (MIL-STD-1913), na kterou lze upevnit např. kolimátor, nebo pažbičku kombinovanou s dvojnožkou. Nevyužitá lišta může za pomocí plastového krytu vylepšit úchyt. Kromě standardní verze útočné pušky vyráběné pod označením A1 je vyráběna i karabina s typovým označením A2, která se proti modelu A1 odlišuje zkrácenou hlavní. Její délka činí 277 mm což je o 83 mm méně než u modelu A1.
Mimo armádní verze A1 a A2 existuje i výhradně samonabíjecí verze pro civilní použití CZ 805 BREN S1 a modifikovaná verze pro americký trh CZ 805 BREN PS1 s jedenáctipalcovou hlavní a zadní hlavou závěru bez drážky pro nasazení ramenní opěry. Další modifikací verze CZ 805 je verze CZ 807 s delší hlavní a úpravou pro sovětskou ráži 7,62 × 39 mm. 
Vylepšenou verzí je CZ 806 BREN.

## Příslušenství
V rámci uceleného kompletu CZ 805 bylo vyvinuté i následující příslušenství:
- CZ 805 G1 - podvěsný jednoranný granátomet ráže 40 × 46 mm NATO.
- UN/BN CZ 805 - taktický nůž (bodák)

V rámci dodávky zbraní pro Armádu ČR bylo dodáváno i následující příslušenství:
- zaměřovací kolimátor ZD-Dot (výrobce Meopta)
- přídavný denní dalekohled DV-Mag 3 (výrobce Meopta) - jedná se o zvětšovací modul tzv. magnifier se zvětšením 3x
- přídavný noční dalekohled NV-Mag 3 (výrobce Meopta) - jedná se o noční vidění se zvětšením 3x
- laserový značkovač a osvětlovač DBAL-A (výrobce Steiner)

## Nákup zbraně Armádou ČR
V lednu 2010 zvítězila tato zbraň ve výběrovém řízení na novou útočnou pušku pro Armádu ČR. Zástupci Ministerstva obrany ČR jednali se zbrojovkou o nákupu 8 000 kusů v modifikacích CZ 805 BREN A1 (puška) a CZ 805 BREN A2 (karabina) - pro výsadkáře a průzkumníky. Zbraně byly dodány v ráži 5,56 x 45 mm NATO.
Jednotlivé dodávky včetně příslušenství:
| smlouva                      | platná od   | platná do    | cena za zbraň vč. DPH [Kč] | předmět smlouvy | dodávky | poznámky apod. |
| ---------------------------- | ----------- | ------------ | -------------------------- | --- | --- | --- |
| Kupní smlouva č. 090100104   | 18. 3. 2010 | 29. 11. 2013 | 80 069,25                  | - 6687 ks CZ BREN 805 A1 - 1250 ks CZ BREN 805 A2 - 7937 ks kolimátor ZD-Dot - 1386 ks noční vidění NV-Mag3 - 1386 ks zvětšovací modul DV-Mag3 - 1386 ks duálních laserových značkovačů DBAL-A - nezjištěné množství podvěsných granátometů CZ 805 G1 | 2011 - 3671 ks BREN A1/A2 - 3671 ks ZD-Dot - 477 ks NV-Mag3 - 477 ks DV-Mag3 - 477 ks DBAL-A - 94 ks granátomet CZ 805 G1 2012 - 2749 ks BREN A1/A2 - 2749 ks ZD-Dot - 467 ks NV-Mag3 - 467 ks DV-Mag3 - 467 ks DBAL-A - 50 ks granátomet CZ 805 G1 2013 - 1769 ks BREN A1/A2 - 1769 ks ZD-Dot - 253 ks granátomet CZ 805 G1 | - předpoklad plnění: rok 2011 (3671 ks), rok 2012 (1797 ks), rok 2013 (2469 ks) - zavedeno v 2011 a 1. dodávka 19. 7. 2011 - 505 ks, dalších cca 3000 ks dodáno v 11/2011 - do 19. 7. 2012 dodáno 3600 ks - do dubna 2013 dodáno 6318 ks - posledních 200 ks se šachtou MC (magazine compatible) pro zásobníky typu M4/M16, předchozí zbraně pro užití zásobníku vyvinutých Českou zbrojovkou pro tuto zbraň |
| Rámcová smlouva č. 135100126 | 2013        | do 2020      | 81 724,13                  | - 9741 ks CZ BREN 805 MC A1/A2 - další nezjištěno | 2014 - 4076 ks BREN A1/A2 - 4076 ks ZD-Dot - 886 ks NV-Mag3 - 749 ks DV-Mag3 - 642 ks DBAL-A2 - 266 ks granátomet CZ 805 G1 2015 - 5665 ks BREN A1/A2 - 5665 ks ZD-Dot - 165 ks NV-Mag3 - 214 ks DV-Mag3 - 63 ks DBAL-A2 - 131 ks granátomet CZ 805 G1                                                                       | - vojskové zkoušky na verzi MC prováděny v 05/2013 - všechny zbraně již se šachtou typu MC - dle věštníku mělo být dodáno 8811 ks A1 a 843 ks A2 (před vysoutěžením) - zakázka splněna o 5 let dříve - změny oproti 1. verzi dodané dle předchozí smlouvy: + změna zásobníkové šachty na MC (magazine compatible), + úprava nosného dvoubodového řemene, + úprava poutek k uchycení zbaně, + doplnění krytek railů, + úprava napínací páky, + úprava páčky přeřaďovače, + úprava kompenzátoru na ústí hlavně, + úprava pouzdra zbraně s MC šachtou z důvodu lepšího podávání náboje, + úprava vyhazovače. |
|                              |             |              |                            | | | |

## Kritika verze CZ 805 BREN

Vojáci AČR s útočnými puškami CZ 805 BREN ve výcvikovém centru Joint Multinational Readiness Center (JMRC) v německém Hohenfelsu

Výběrové řízení vyvolalo debatu o kvalitách této zbraně oproti konkurenční útočné pušce SCAR. Kritici z řad vojáků a odborníků poukazovali na to, že zbraň byla zakoupena bez provedení armádních zkoušek od firmy, která 51 let dělala jen lovecké a krátké zbraně. Dále poukazovali, že konkurenční zbraň SCAR ji překonává ve všech parametrech včetně ceny a dostřelu, který ale zpochybňují. Jedná se údajně o novou nevyzkoušenou zbraň, která neprošla nasazením v bojových podmínkách.
Oponenti naopak poukazují na nedostatky pušky SCAR. Na rozdíl od CZ 805 neumožňuje rychlou změnu ráže přehozením tří dílů. Druhá verze pušky SCAR-H je navíc dodávána v odlišné ráži .308 Winchester, která není kompatibilní se střelivem 7,62 × 39 mm, které má Armáda ČR k dispozici ve velkém množství (nicméně konverzní sety pro ráži 7,62 x 39 mm armáda nikdy neobjednala).
Při bojovém nasazení během misí českých vojáků v Afghánistánu byla hlášena vysoká poruchovost útočné pušky CZ 805, údajné poruchy byly hlášeny u 9 % zbraní.
V květnu 2012 bylo testováno 16 vybraných kusů útočných pušek, u nichž se v Afghánistánu vyskytly závady, ve vojenském prostoru Libavá. Celkem 6 zkoušek mělo otestovat zbraň při nadměrném zatížení - 570 vystřílených nábojů bez čistění/mazání, prolévání vodou, sypání pískem, kropení spojené s prášením aj. Výsledek testů prý prokázal, že příčinou závad nebyla konstrukční vada ani nevyhovující munice.
Podle vyjádření výrobce k hlášeným závadám: "Naprosté většině závad lze předejít doplněním návodů k obsluze a opakovaným proškolením zbrojířů a obsluh zbraní. V některých případech je kritizováno technické řešení příslušenství. Dodavatel nabídne nové technické řešení dle nejnovějších požadavků."

## Uživatelé
Mezi uživatele útočných pušek CZ 805 BREN a CZ BREN 2 patřily v roce 2017 armády a policejní složky následujících zemí:
- Česko – Armáda ČR
- Mexiko – speciální policejní jednotky pro boj s organizovaným zločinem (2600 kusů)[11]
- Slovensko – Ozbrojené síly Slovenské republiky
- Egypt - nespecifikované množství pušek CZ 805 BREN A1
- Indonésie - speciální námořní jednotky Kopaska
- Francie - GIGN
- Ukrajina - Mezinárodní legie územní obrany Ukrajiny který darovala česká vláda